# Сидерофори
Сидерофо́ри (грец. носій заліза) — хімічні сполуки, що хелатують іони заліза, і які виділяються деякими мікроорганізмами.
При рН близькому до нейтрального (~7) іони Fe3+ мають дуже низьку розчинність у воді, тому мікроорганізми не можуть засвоювати залізо безпосередньо з навколишнього середовища. Такі іони утворюються в аеробних умовах (наприклад, в ґрунті) з іонів Fe2+. Останні мають високу розчинність і можуть засвоюватися мікроорганізмами. Виділений до середовища сидерофор утворює комплекс з іонами Fe3+, який згодом потрапляє всередину клітини мікроорганізму за допомогою механізмів активного транспорту. Багато сидерофорів належать до групи так званих пептидів нерибосомальних. Також велика група сидерофорів є похідними гідроксамової кислоти, яка є дуже сильним хелатором.
Іншими стратегіями збільшення розчинності, а значить, біодоступності іонів Fe3+ є збільшення кислотності середовища, використовується, наприклад, коренями рослин, або позаклітинне відновлення іонів Fe3+ до більш розчинних іонів Fe2+.
Приклади сидерофорів, що синтезуються мікроорганізмами:
- хінолобактин - Pseudomonas fluorescens,
- феррихром — Ustilago sphaerogena,
- ентеробактин — Escherichia coli,
- бациллобактин — Bacillus subtilis,
- ферриоксамін В — Streptomyces pilosus,
- фузаринін С — Fusarium roseum,
- вібріобактин — Vibrio cholerae,
- азотобактин — Azotobacter vinelandii,
- псевдобактин — Pseudomonas B 10,
- еритробактин — Saccharopolyspora erythraea,
- нокардамін — Pseudomonas stutzeri,
- піовердин — Pseudomonas aeruginosa,
- піохелін — Pseudomonas aeruginosa і Burkholderia cepacia,
- псевдомонін — Pseudomonas fluorescens

та інші.